# Словацкая национальная партия
Словацкая национальная партия (словац. Slovenská národná strana — SNS) — ультранационалистическая консервативная политическая партия в Словакии, выступающая в защиту традиционных христианских ценностей и национальной идентичности словаков. 
Давний коалиционный партнёр партий «Движение за демократическую Словакию» Владимира Мечиара и «Направление — социальная демократия» Роберта Фицо, была неоднократно представлена в формируемых ими правительствах.

## История
Партия возникла в 1989 году в разгар «бархатной революции» в Чехословакии. Своими идейными предшественниками СНП объявили Глинкову словацкую народную партию. На парламентских выборах в июне 1990 года партия получила 13,94 % голосов и 22 мандата из 150 в Словацкой Национальной Раде, а также получила представительство на общечехословацком уровне в Палате национальностей (11,44 % голосов от Словакии и 9 мест из 75) и Народной палате (10,96 % голосов от Словакии и 6 мест из 200). В 1992 году СНП несколько уменьшила своё представительство в законодательных органах (7,93 % и 15; 9,35 % и 9; 9,93 % и 6 соответственно). В 1992—1998 годах (за исключением 1994 года, когда власть временно перешла к оппозиции) СНП поддерживала премьер-министра Владимира Мечьяра и входила в его коалиционные правительства.
На парламентских выборах 2002 года СНП не сумела преодолеть пятипроцентный барьер, а в 2004 году не сумела провести своих кандидатов на выборах в Европарламент. Однако уже на выборах 2006 года СНП добилась значительного успеха, получив 11,73 % голосов и 20 мест в парламенте. Кроме того, после выборов СНП вошла в коалицию с левоцентристской партией Курс — социальная демократия и Движением за демократическую Словакию.
С 2006 по 2010 год партия располагала 18 местами в Национальном совете Словакии, а также имела три министерских портфеля в правительстве Роберта Фицо — образования, экологии и регионального развития. В Европарламенте по итогам выборов 2009 года партия располагала одним депутатом (им являлся Ярослав Пашка). На парламентских выборах 2010 года партия едва преодолела пятипроцентный барьер, получив 128 490 (5,07 %) голосов и 9 мандатов. На парламентских выборах 2012 года партия получила 4,55 % голосов и 0 мест в парламенте.
Лидером партии в 1994—1999 и 2003—2012 был Ян Слота. Словацкий телеканал «Markíza» привёл документы об уголовном прошлом Слоты, что повлекло за собой судебный процесс, где партийный лидер признал своё участие в ряде правонарушений и даже заявил, что гордится тем, что избил этнического венгра. Партия известна своими ксенофобскими, антивенгерскими и антицыганскими выступлениями, а также кампанией за реабилитацию профашистского президента Йозефа Тисо.
В октябре 2012 года председателем партии избран Андрей Данко.
В 2023 году по итогам очередных парламентских выборов СНП вернулась в парламент, получив 10 мест, и вновь вошла в коалицию с партией «Направление — социальная демократия», к которой присоединился откол от последней «Голос — социальная демократия».

## Критика
Партия известна пророссийской позицией. Во время российского нападения на Украину, партия обвинялась в распространении мифов и нарративов российской антиукраинской пропаганды.